# ラボ☆マイスター
ラボ☆マイスター（Rabo☆Meister）とは、2009年4月8日から9月23日までフジテレビ系列の一部などで放送されていたバラエティ番組。ハイビジョン制作、同時ネット局のみ字幕放送。

## 概要
- 全国各地のさまざまな研究所や実験施設を訪れ、体を張って知識を得る。
- 生活に役立つお得な情報を届ける実験バラエティ番組。
- BGMはdragonfly「ドラゴンクエスト ベスト ダンス リミックス」（ドラゴンクエストシリーズをトランス風にアレンジしたもの）が使用されている。

## 出演者
- 石原良純
- 山崎弘也（アンタッチャブル）

### ラボ☆ガールズ
- 池田夏希
- 花音
- 中村アン

### ナレーター
- 牧原俊幸（フジテレビアナウンサー）
- 吉崎典子（フジテレビアナウンサー）

## 放送時間
毎週水曜 24:45 - 25:08

## スタッフ
- 企画・編成：情野誠人（フジテレビ）
- プロデューサー：河田宣正、深野和伸（共同テレビ）
- 構成：小笠原英樹、川野将一
- 演出：稲村健
- ディレクター：鈴木優、内間一貴、平田亮輔、吉村慶介、西岡奈美
- 制作協力：共同テレビ
- 制作著作：フジテレビ

## ネット局

### 同時ネット
- フジテレビ（キー局）
- 仙台放送

### 遅れネット
- 新潟総合テレビ
- テレビ静岡
- 東海テレビ
- 福井テレビ
- 関西テレビ（レターボックス放送）※第2・3回は放送内容の関係で未放送
- 岡山放送（レターボックス放送）
- テレビ新広島（レターボックス放送、1週遅れ）
- テレビ山口（2009年9月12日から2010年3月20日まで放送、ネット局で唯一他系列局。TBS系列）